# Vetotaipaleensaari
Vetotaipaleensaari är en ö i Finland. Den ligger i sjön Äkäsjärvi och i kommunen Muonio i den ekonomiska regionen  Fjäll-Lappland  och landskapet Lappland, i den norra delen av landet, 800 km norr om huvudstaden Helsingfors. Öns area är 1 hektar och dess största längd är 150 meter i sydväst-nordöstlig riktning.